# Masacre de Pingdingshan
La masacre de Pingdingshan fue una masacre cometida por el Ejército Imperial Japonés el 16 de septiembre de 1932.
El 15 de septiembre, la milicia de la Sociedad de la Lanza Roja, no del área sino que pasaba por Pingdingshan, disparó contra los soldados japoneses y luego atacó la guarnición japonesa en la cercana ciudad industrial de Fushun. Al día siguiente, en represalia, los soldados y la policía japoneses, al seguir a los rebeldes mientras huían de regreso a través de las aldeas, asumieron que todos los que estaban en las inmediaciones eran miembros de la milicia o sus cómplices y los castigaron quemando casas y ejecutando sumariamente con bayonetas y ametrallando a los residentes del pueblo. Fuentes chinas sitúan el número de víctimas en 3.217. Fuentes japonesas sitúan el número de víctimas en 800. El pueblo fue incendiado y destruido.
En 1972, se encontraron los restos de unos 800 compatriotas muertos en una fosa común de 80x5 metros de tamaño. Se construyó un salón conmemorativo para albergar estos restos. Está situado en el condado autónomo de Xinbin Manchú en la prefectura de Fushun.
Un grupo de supervivientes chinos de la masacre exigió al gobierno japonés 20 millones de yenes en concepto de reparaciones. En 2006, el Tribunal Supremo de Japón dictaminó que un tribunal nacional no podía otorgar indemnizaciones en tiempo de guerra, ya que se trataba de un asunto de tratados internacionales.